# Rashid Sidek
Abdul Rashid Mohamed Sidek (* 8. Juli 1968 in Banting, Selangor) ist ein ehemaliger malaysischer Badmintonspieler. Er ist der zweitjüngste der sechs Sidek-Brüder. Seine Geschwister Jalani und Razif gewannen 1992 Bronze im Doppel bei Olympia, der älteste Bruder Misbun gewann u. a. die German Open, Chinese Taipei Open und Singapur Open. Rahman Sidek konnte sich dagegen international nur selten in vorderster Reihe in Szene setzen. Berühmtheit erlangten die Sideks durch einen von ihnen kreierten extrem angeschnitten Aufschlag, der später von der IBF verboten wurde.

## Karriere
Rashid Sidek gewann 1980 im Alter von zwölf Jahren die nationale Jugendmeisterschaft im Badminton und ist bis heute der jüngste Gewinner. 1990 und 1994 gewann er die Goldmedaille im Einzel bei den Commonwealth Games in Auckland und Victoria. Daneben wurde Rashid Sidek 1992 Asienmeister. Bei den Olympischen Sommerspielen 1996 in Atlanta gewann Rashid Sidek die Bronzemedaille im Einzel-Turnier. Im Spiel um Platz drei bezwang er dabei den Weltmeister Heryanto Arbi. 1997 stand Rashid Sidek auf Platz eins der Weltrangliste.
Heute arbeitet Rashid Sidek als Trainer für den Badmintonverband Malaysias.

## Erfolge
| Wettkampf          | Disziplin | Jahr | Ort, Veranstaltung     |
| ------------------ | --------- | ---- | ---------------------- |
| Olympia            |           |      |                        |
| 3                  | Einzel    | 1996 | Atlanta, USA           |
| Asienspiele        |           |      |                        |
| 3                  | Einzel    | 1990 | Peking, China          |
| 3                  | Team      | 1990 | Peking, China          |
| Commonwealth Games |           |      |                        |
| 1                  | Einzel    | 1990 | Auckland, Neuseeland   |
| 1                  | Einzel    | 1994 | Victoria, Kanada       |
| 2                  | Doubles   | 1990 | Auckland, Neuseeland   |
| Thomas Cup         |           |      |                        |
| 1                  | Team      | 1992 | Kuala Lumpur, Malaysia |
| 2                  | Team      | 1994 | Jakarta, Indonesia     |
| 2                  | Team      | 1990 | Tokio, Japan           |
| 2                  | Team      | 1988 | Kuala Lumpur, Malaysia |
| Weitere Turniere   |           |      |                        |
| 1                  | Einzel    | 1990 | Malaysia Open          |
| 1                  | Einzel    | 1991 | Asienmeisterschaft     |
| 1                  | Einzel    | 1991 | Malaysia Open          |
| 1                  | Einzel    | 1992 | Grand-Prix-Finale      |
| 1                  | Einzel    | 1992 | Asienmeisterschaft     |
| 1                  | Einzel    | 1992 | Malaysia Open          |
| 1                  | Einzel    | 1995 | Brunei Open            |
| 1                  | Einzel    | 1996 | German Open            |
| 2                  | Einzel    | 1994 | Malaysia Open          |
| 2                  | Einzel    | 1996 | All England            |
| 2                  | Einzel    | 1996 | Chinese Taipei Open    |
| 2                  | Einzel    | 2000 | Korea Open             |